# Pristaulacus annulatus
Pristaulacus annulatus är en stekelart som först beskrevs av Jean-Jacques Kieffer 1911.  Pristaulacus annulatus ingår i släktet Pristaulacus och familjen vedlarvsteklar. Inga underarter finns listade i Catalogue of Life.